# Wolfgang Schmidt (mathématicien)
Pour les articles homonymes, voir Wolfgang Schmidt (homonymie) et Schmidt.
Wolfgang M. Schmidt (né le 3 octobre 1933 à Vienne) est un mathématicien autrichien, qui travaille dans le domaine de la théorie des nombres.

## Formation et carrière
Schmidt a étudié à l'université de Vienne les mathématiques et la physique. En 1955, il y obtient, sous la direction d'Edmund Hlawka, son doctorat avec une thèse sur la géométrie des nombres (Über höhere kritische Determinanten von Sternkörpern), qui est également devenue une entrée dans le manuel de Cassels Geometry of Numbers. De 1956 à 1965, il était à l'université de Vienne (où il obtient en 1960 son habilitation), à l'université du Montana, à l'université du Colorado et à l'université Columbia. En 1965, il fut professeur à l'université du Colorado à Boulder, où il passe en 2001 professeur émérite. En 1970-1971, il était à l'Institute for Advanced Study.

## Travaux

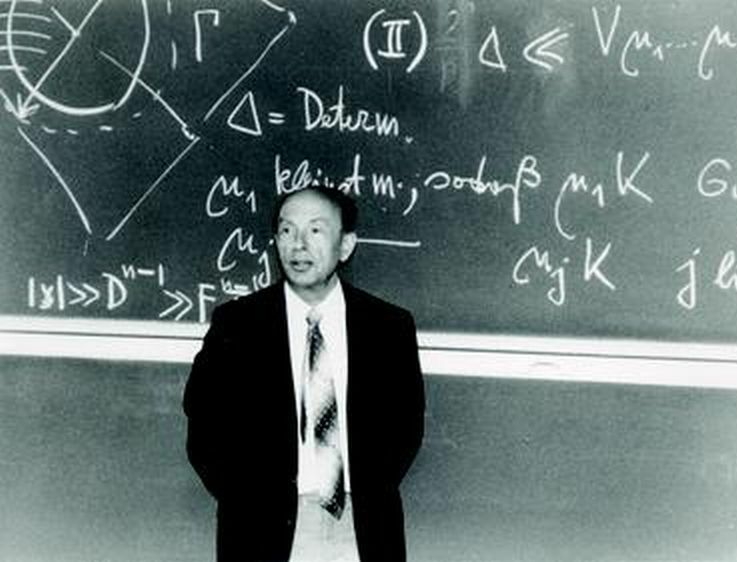
Wolfgang Schmidt, à Vienne, en 1987.

En 1960 Schmidt examine sous quelles conditions sur les nombres {\displaystyle r} et {\displaystyle s}, quels sont ceux en base {\displaystyle r} qui sont normaux, également ceux en base {\displaystyle s} qui sont normaux, et il a montré: quand {\displaystyle \ln(r)/\ln(s)} est un nombre rationnel, alors chaque nombre normal en base {\displaystyle r} l'est également en base (si {\displaystyle \ln(r)/\ln(s)} n'est pas un nombre rationnel, alors l'ensemble des nombres, qui sont normaux en {\displaystyle r} ne sont pas normaux en base {\displaystyle s}, a la puissance du continu).
En 1968 il prouve l'existence d'un nombre de classe T, une classe de nombres transcendants définie par Kurt Mahler. Schmidt prouve entre autres le théorème du sous-espace en théorie des approximations diophantiennes, dont découle le théorème de Roth.
En géométrie des nombres, il améliore l'inégalité dans le théorème de Minkowski-Hlawka.
Après que Serguei Stepanov (en), dans les années 1960, donne une preuve élémentaire de l'hypothèse de Riemann pour les courbes hyperelliptiques (indépendamment de André Weil), Schmidt a simplifié et étendu la preuve.
Dans une série de travaux dans les années 1970, il s'intéresse aux irrégularités dans la répartition des nombres premiers.

## Prix et distinctions
- Il a été trois fois conférencier invité au Congrès international des mathématiciens (1970[6], 1974, 1983[7])
- Prix Cole en théorie des nombres en 1972
- Il donne une conférence plénière (Application of Thue’s Method in various branches of number theory) en 1974
- Prix de recherche Humboldt en 1986
- Il a reçu la médaille des arts et des sciences de la République d'Autriche (de) en 2003
- Membre de l'Académie autrichienne des sciences et de l'Académie polonaise des sciences
- Fellow de l'American Mathematical Society et de l'Académie américaine des arts et des sciences
- Docteur honoris causa de l'université d'Ulm, de la Sorbonne, de l'université de Waterloo et de l'université de Marbourg

## Publications
- « Diophantine approximations and Diophantine equations », in Lecture Notes in Mathematics 1467, Springer Verlag, 1991, rééd. 1996, 2008  (ISBN 978-3-540-54058-8)
- « Equations Over Finite Fields: An Elementary Approach », 2e éd., Kendrick Press, 2004 (pré-publié dans Lecture Notes in Mathematics, no 536, 1976, Springer Verlag)
- « Approximation to algebraic numbers », in L'Enseignement mathématique, vol. 17, 1971, p. 187